# Religião no Sudão
| Religião no Sudão             | Religião no Sudão             | Religião no Sudão | Religião no Sudão | Religião no Sudão |
| ----------------------------- | ----------------------------- | ----------------- | ----------------- | ----------------- |
| Religião                      |                               |                   | por cento         |                   |
| Islamismo                     | Islamismo                     |                   | 97,0%             | 97,0%             |
| Religião tradicional africana | Religião tradicional africana |                   | 1,5%              | 1,5%              |
| Cristianismo                  | Cristianismo                  |                   | 1,5%              | 1,5%              |

A religião é um aspeto importante no país do Sudão, com a maioria das pessoas sendo  animistas, cristãos ou muçulmanos. Um pouco mais da metade da população do Sudão era muçulmana, no início dos anos 1956. A maior parte dos muçulmanos, talvez 90 por cento, viviam no norte do país, onde eles constituíam 75 por cento ou mais da população. Dados sobre cristãos eram menos fiáveis; estimativas variavam de 4 a 10 por cento da população. Pelo menos um terço dos sudaneses ainda eram ligados as religiões indígenas dos seus antepassados. A maioria dos cristãos sudaneses e seguidores de sistemas locais religiosos viviam no sul do Sudão.